# Tor Johnson
Tor Johansson, cujo nome artístico era Tor Johnson (19 de outubro de 1903 - 12 de maio de 1971) foi um lutador de wrestling profissional de ascendência sueca, que participou como ator de vários filmes de terror da década de 1950, tornando-se conhecido pelo seu estereótipo grandalhão careca e de força bruta. Atuou em muitos filmes do cineasta Ed Wood, dentre os quais Plan 9 From The Outter Space e Bride of the Monster.

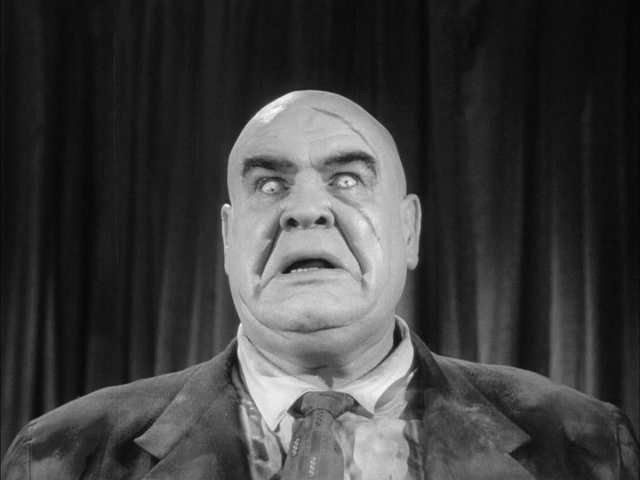
A face transformada em uma máscara de Halloween.

Como lutador era conhecido como o temido Anjo Sueco. Se tornou popular entre as crianças quando seu rosto com a expressão de terror característica vista nos filmes de Ed Wood se transformou numa máscara de Halloween. Mesmo assim, Johnson era uma pessoa muito amável. A vedeta Valda Hansen, quem partilhou com ele na fita "A noite dos diabos" (realizada em 1959 por Ed Wood), descreveu-o como "um grande pão doce": like a big sugar bun.